# PCBM (molécula)
PCBM es la abreviación común para el derivado de fullereno, [6,6]fenil-C61-ácido butírico metil ester. El PCBM está siendo investigado en celdas solares orgánicas.

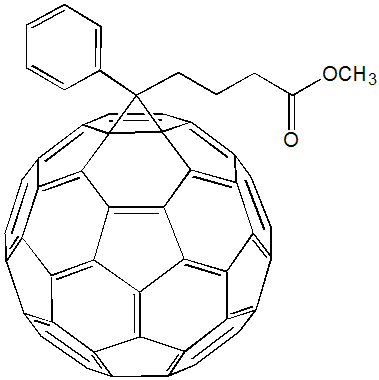
Molécula de [6,6]fenil-C_{61}-ácido butírico metil ester.

PCBM es un fulereno derivado de la buckybola C60 que fue sintetizada por primera vez en la década de 1990 por el grupo de Fred Wudl. Es un material aceptor de electrones y es comúnmente usado en celdas solares plásticas o electrónica flexible en conjunción con un material donador de electrones como el P3HT u otros polímeros. Es una elección más práctica para ser aceptor de electrones cuando se compara con fulerenos debido a su solubilidad en clorobenceno. Esto permite mezclas de solución donador/aceptor procesables, una propiedad neceseria para celdas solares "imprimibles". Sin embargo, considerando el precio de fabricación de los fulerenos, no es probable que su derivado pueda ser sintetizado en una larga escala para aplicaciones comerciales.

## Propiedades
El  [6,6]fenil-C61-ácido butírico metil ester es un semiconductor de tipo-n que es fácilmente procesable en solución. Puede ser mezclado con polímeros conjugado de tipo-p para crear celdas fotovoltaicas y filmes orgánicos delgados para transistores orgánicos; también ha mostrado propiedades prometedoras para su uso en fotodetectores. El PCBM es soluble en los mismos solventes orgánicos que los semiconductores de tipo-p como: MDMO-PPV, MEH-PPV y P3HT. Lo anterior simplifica la preparación de las mezclas y el proceso de heterounión para las celdas fotovoltaicas y los transistores orgánicos. La eficiencias de conversión de energía para las heterouniones de celdas fotovoltaicas hechas con PCBM se han reportado arriba de un 4.4%.
| Semiconductor orgánico | LUMO    | HOMO    | Souble en                                      |
| ---------------------- | ------- | ------- | ---------------------------------------------- |
| MDMO-PPV Tipo-p        | -2.8 eV | -5.0 eV | Cloroformo Clorobenceno Diclorobenceno Tolueno |
| MEH-PPV Tipo-p         | -3.2 eV | -5.4 eV | Cloroformo Clorobenceno Diclorobenceno Tolueno |
| P3HT Tipo-p            | -3.3 eV | -5.0 eV | Cloroformo Clorobenceno Diclorobenceno Tolueno |
| PCBM Tipo-n            | -3.7 eV | -6.1 eV | Cloroformo Clorobenceno Diclorobenceno Tolueno |